# Primera categoria del Campionat de Catalunya de futbol 1917-1918
Resultats de la lliga de Primera categoria del Campionat de Catalunya de futbol 1917-1918.

## Sistema de competició
Aquesta temporada començaren canvis importants per tal d'aconseguir un campionat més professional i ben organitzat. Seguint amb la reducció d'equips a la primera categoria que es venia realitzant les darreres temporades, aquest any es fixà el nombre definitiu. La primera categoria es forma amb 6 equips i va rebre el nom de Primera A o Sèrie A. Tots els partits havien de ser disputats i no es podien atorgar punts sense jugar. El darrer classificat de la competició disputaria un partit de promoció amb el campió de la segona categoria (Primera B) per una plaça a la primera la següent temporada.
Abans de començar la temporada, com a conseqüència del "Cas Garchitorena" de la temporada anterior, es va decidir que podien inscriure's al Campionat fins a 3 estrangers per equip, sempre que fossin amateurs i portessin un més de residència al país. Pel que fa als equips, es van definir 14 equip de primera categoria que podien optar a guanyar el campionat català. Aquests clubs eren: Espanya, Espanyol, Barcelona, Internacional, Atlètic, Sabadell, Júpiter, Sants, Terrassa, Badalona, Manresa, Alfons XIII de Mallorca, Reus Deportiu i Palafrugell.
Posteriorment es definiren els dos grups del campionat de primera:
- Primera A: Espanya, Espanyol, Barcelona, Internacional, Atlètic i Sabadell.
- Primera B: Júpiter, Sants, Terrassa, Badalona, Avenç i Universitari.
- Manresa, Alfons XIII de Mallorca, Reus Deportiu i Palafrugell jugarien a segona categoria (tercer nivell).

Les dues categories es disputaren a doble ronda enfrontant-se tots contra tots com a locals i com a visitants. El campió de Primera B jugaria amb el darrer classificat de Primera A per optar a jugar a Primera A la següent temporada. En cas de victòria, també disputaria un partit final amb el campió de Primera A per optar al campionat absolut de Catalunya.

## Classificació final
| Pos | Equip                | PJ | PG | PE | PP | GF | GC | DG  | Pts | Classificació |
| --- | -------------------- | -- | -- | -- | -- | -- | -- | --- | --- | ------------- |
| 1   | RCD Espanyol (C)     | 10 | 7  | 2  | 1  | 30 | 10 | +20 | 16  | Campió        |
| 2   | FC Espanya           | 10 | 6  | 2  | 2  | 17 | 10 | +7  | 14  |               |
| 3   | FC Barcelona         | 10 | 6  | 1  | 3  | 17 | 10 | +7  | 13  |               |
| 4   | Atlètic de Sabadell  | 10 | 3  | 0  | 7  | 10 | 23 | −13 | 6   |               |
| 5   | CS Sabadell          | 10 | 3  | 0  | 7  | 19 | 27 | −8  | 6   |               |
| 6   | FC Internacional (O) | 10 | 2  | 1  | 7  | 14 | 27 | −13 | 5   | Promoció      |

El RCD Espanyol es proclamà campió. L'Internacional va haver de disputar la promoció de descens amb el primer de la sèrie B. Atlètic i Centre d'Esports havien de disputar un partit de desempat però el Sabadell cedí els punts i l'Atlètic finalitzà en quarta posició.

## Resultats
| Primera volta | Primera volta | Primera volta              | Primera volta |
| Jornada       | Data          | Local - Visitant           | Resultat      |
| ------------- | ------------- | -------------------------- | ------------- |
| 1             | 11-11-1917    | Espanyol - Barcelona       | 1-1           |
| 1             | 11-11-1917    | Internacional - Atlètic S. | 2-1           |
| 1             | 11-11-1917    | Sabadell - Espanya         | 1-2           |
| 2             | 18-11-1917    | Atlètic S. - Barcelona     | 1-0           |
| 2             | 18-11-1917    | Espanyol - Sabadell        | 6-0           |
| 2             | 18-11-1917    | Espanya - Internacional    | 1-1           |
| 3             | 02-12-1917    | Internacional - Barcelona  | 0-2           |
| 3             | 02-12-1917    | Espanya - Espanyol         | 2-4           |
| 3             | 02-12-1917    | Atlètic S. - Sabadell      | 2-1           |
| 4             | 09-12-1917    | Barcelona - Sabadell       | 2-1           |
| 4             | 09-12-1917    | Espanyol - Internacional   | 3-2           |
| 4             | 09-12-1917    | Atlètic S. - Espanya       | 0-2           |
| 5             | 16-12-1917    | Barcelona - Espanya        | 1-0           |
| 5             | 16-12-1917    | Espanyol - Atlètic S.      | 7-0           |
| 5             | 16-12-1917    | Sabadell - Internacional   | 6-3           |
|               |               |                            |               |

| Segona volta | Segona volta | Segona volta               | Segona volta |
| Jornada      | Data         | Local - Visitant           | Resultat     |
| ------------ | ------------ | -------------------------- | ------------ |
| 6            | 13-01-1918   | Barcelona - Espanyol       | 1-2          |
| 6            | 13-01-1918   | Atlètic S. - Internacional | 3-0          |
| 6            | 13-01-1918   | Espanya - Sabadell         | 3-2          |
| 7            | 20-01-1918   | Barcelona - Atlètic S.     | 2-1          |
| 7            | 20-01-1918   | Sabadell - Espanyol        | 3-1          |
| 7            | 20-01-1918   | Internacional - Espanya    | 0-2          |
| 8            | 27-01-1918   | Barcelona - Internacional  | 5-1          |
| 8            | 27-01-1928   | Espanyol - Espanya         | 0-0          |
| 8            | 03-02-1918   | Sabadell - Atlètic S.      | 3-2          |
| 9            | 10-02-1918   | Sabadell - Barcelona       | 1-2          |
| 9            | 10-02-1918   | Internacional - Espanyol   | 1-3          |
| 9            | 10-02-1918   | Espanya - Atlètic S.       | 3-0          |
| 10           | 17-02-1918   | Espanya - Barcelona        | 2-1          |
| 10           | 17-02-1918   | Atlètic S. - Espanyol      | 0-3          |
| 10           | 17-02-1918   | Internacional - Sabadell   | 4-1          |
|              |              |                            |              |

## Golejadors
| Gols |                   |                     |
| ---- | ----------------- | ------------------- |
| 9    | Climent Gràcia    | RCD Espanyol        |
| 7    | Lorenzo Alvarado  | RCD Espanyol        |
| 6    | Francesc Cabedo   | CE Sabadell         |
| 6    | José Millán       | FC Internacional    |
| 6    | Lluis Blanco      | RCD Espanyol        |
| 5    | Valentí Balart    | CE Sabadell         |
| 5    | Josep Segarra     | FC Espanya          |
| 5    | Gabriel Bau       | FC Barcelona        |
| 4    | Josep Gumbau      | FC Barcelona        |
| 4    | Vicenç Martínez   | FC Barcelona        |
| 4    | Casimir Mallorquí | Atlètic de Sabadell |
| 4    | Antoni Baró       | FC Espanya          |
| 3    | José Retana       | CE Sabadell         |
|      |                   |                     |

Notes
- Segons la premsa de l'època que es consulti els golejadors poden variar i en alguns casos poden no ser esmentats, per la qual cosa la classificació pot contenir errors.

## Promoció de descens
L'Inter disputà la promoció amb el Centre de Sports de Sants, campió de la Sèrie B, al millor de dos partits. L'Internacional aconseguí mantenir la categoria.
| FC Internacional | 2 - 1 | Centre d'Sports de Sants |
| ---------------- | ----- | ------------------------ |
| Millan · Cruz    |       | Dalmau                   |

| FC Internacional | 0 - 0 | Centre d'Sports de Sants |
| ---------------- | ----- | ------------------------ |
|                  |       |                          |

## Copa Barcelona
Aquest any la Federació Catalana de Clubs de Futbol tornà a programar la Copa Barcelona, que disputarien els clubs que havien guanyat el Campionat de Catalunya en edicions anteriors, és a dir, Barcelona, Espanyol i Espanya.
Hi va haver polèmica perquè inicialment la Federació donà com a guanyador del tercer partit l'Espanya (1-0) anul·lant el gol que havia marcat Sagi de penal. El Barçà apel·là la decisió i finalment fou declarat campió.
| Pos | Equip            | PJ | PG | PE | PP | GF | GC | DG | Pts | Classificació |
| --- | ---------------- | -- | -- | -- | -- | -- | -- | -- | --- | ------------- |
| 1   | FC Barcelona (C) | 2  | 1  | 1  | 0  | 4  | 1  | +3 | 3   | Campió        |
| 2   | RCD Espanyol     | 2  | 1  | 0  | 1  | 3  | 5  | −2 | 2   |               |
| 3   | FC Espanya       | 2  | 0  | 1  | 1  | 3  | 4  | −1 | 1   |               |

| FC Espanya    | 2 - 3  | RCD Espanyol            |
| ------------- | ------ | ----------------------- |
| Plazas · Baró | [ 44 ] | Gràcia · Miqueo · López |

| FC Barcelona          | 3 - 0  | RCD Espanyol |
| --------------------- | ------ | ------------ |
| Julià · Sagi · Sancho | [ 45 ] |              |

| FC Barcelona | 1 - 1  | FC Espanya |
| ------------ | ------ | ---------- |
| Sagi (p.)    | [ 46 ] | Rovira     |